# Слов'янські землі

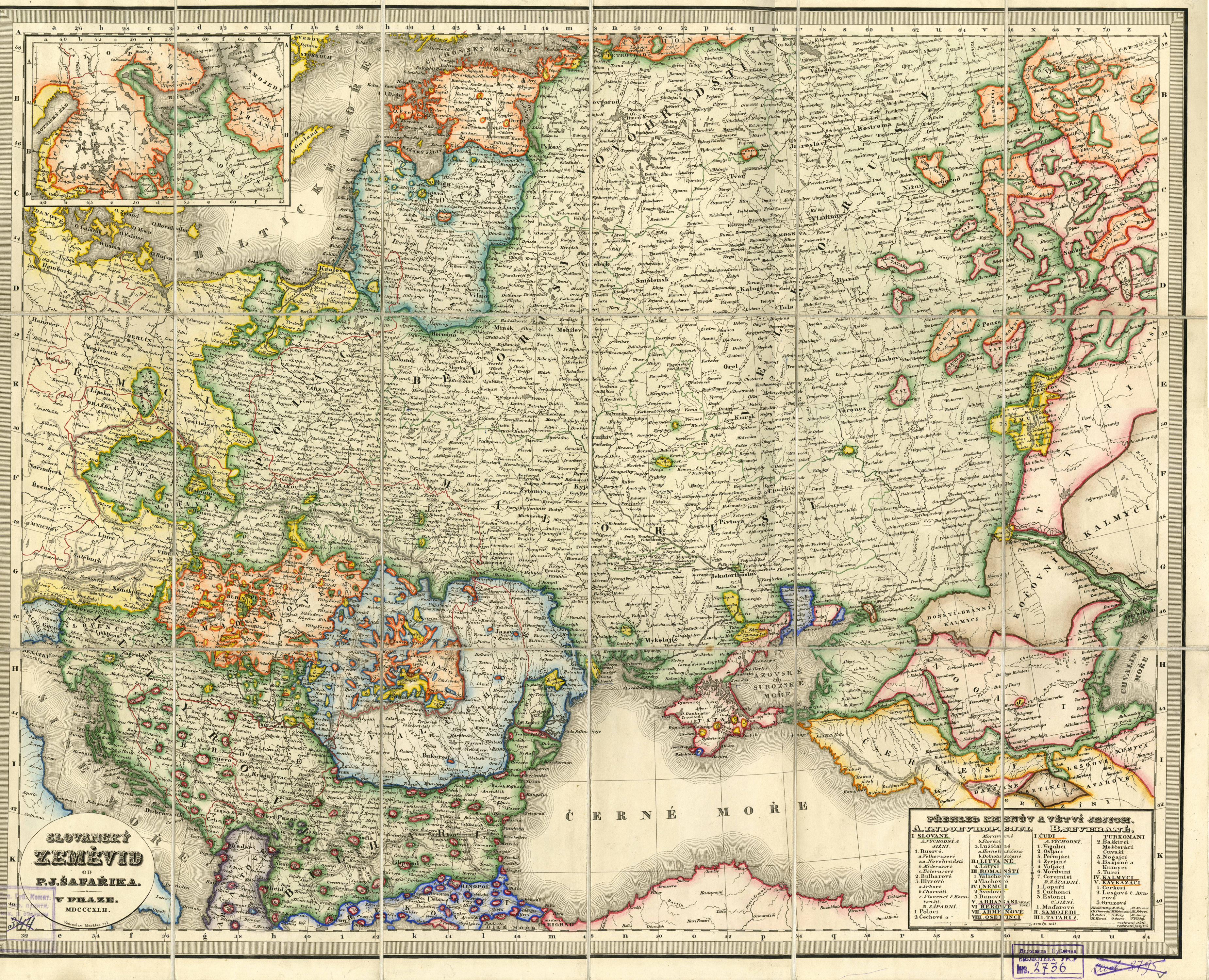
Слов'янські землі

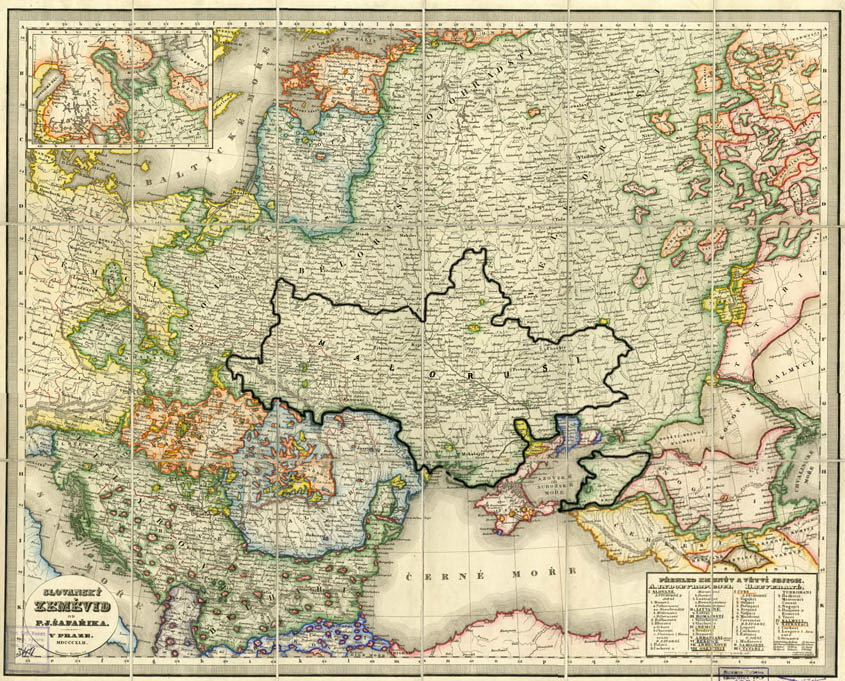
З виділеним етнографічним ареалом малорусів

«Слов'янські землі» — етнографічна карта слов'янства, укладена мовознавцем та етнографом Павлом Йозефом Шафариком (1795—1861).
Карта була частиною виданої Шафариком у 1842 книжки «Слов'янський народопис», яка заклала основи слов'янської етнографії і мала великий успіх — витримала три видання.
На цій карті, на думку Ростислава Сосси, чи не уперше виділені серед слов'янських народів «малоруси», які показані як окремий народ із власним етнічним ареалом, котрий вельми достовірно збігається з українським етномовним простором на першу третину XIX ст.
На карті Шафарик спробував передати назви в транскрипції мов місцевих народів, і в результаті ми спостерігаємо типово українські назви міст: Lviv, Černihiv, Charkiv, Mykolajiv і т. д.
Великий авторитет П. Шафарика мав наслідком те, що його карта доволі швидко була інтегрована у західноєвропейські довідкові та навчальні карти й атласи — спочатку німецькомовні, а згодом французькі і т. д.
За Павелом Шафариком точно показані українці та інші слов'янські народи на мапах Генріха Берґгауса: «Етнографічна карта Європи» 1847 р. («Ethnographische Karte von Europa») та «Етнографічна карта Австрійської монархії» 1846 р. («Ethnographische Karte der Osterreichischen Monarchie. / Nach Bernardi, Šafařik, und eigenen Untersuchungen von HBgs») у атласі(Berghaus «Physikalischer Atlas» (Фізичний атлас. II том. 1848 р.).